# KBS Kids
KBS kids（韓語：KBS 키즈）是韩国廣播公司的子公司KBS N旗下的一个以播放儿童节目为主的付费有線电视频道。

## 历史
- 2012年5月5日，改称KBS kids。

## 播放节目

### 动画片
- 《太极千字文》
- 《逗逗蟲》
- 《五尾狐》
- 《云奇飞行日记》
- 《小恐龙多利》
- 《小精灵Tao》
- 《瑶玲啊瑶玲》
- 《彩虹战记》
- 《元素猎人》
- 《喵丸侦探基鲁敏》

### 儿童互动节目
- 《HUTOS - 斜坡上的小屋》
- 《HUTOS - 最后的森林》

### 动画电视剧
- 《Hi! School - Love On》
- 《超速变形螺旋杰特》
- 《宝石宠物 (第一季)》
- 《東京喵喵》
- 《动物大展览》
- 《Math Show Coco Doodle-doo》
- 《Hello Yoga Kids》
- 《睡前故事》

### 其他节目
- 《KBS Special》
- 《VJ特攻队》
- 《超人歸來》
- 《出发梦之队2》
- 《Hello Baby》
  - 《少女时代 Hello Baby》
  - 《SHINee Hello Baby》
  - 《T-ara Hello Baby》
  - 《Super Junior Hello Baby》
  - 《MBLAQ Hello Baby》
  - 《B1A4 Hello Baby》
  - 《Boyfriend Hello Baby》